# AOAWASE
「AOAWASE」（あおあわせ）は、CYNHNの楽曲。CYNHNの9枚目のシングルとして2021年7月21日に発売された。発売元はI BLUE。

## 概要
ユニット名の由来である "青" と向き合い、成長して前に進んでゆく姿を描いた 9thシングル。崎乃奏音の卒業後、4人体制として発表した楽曲。
2021年4月10日、池袋harevutaiで開催されたワンマンライブ『CYNHN ONE MAN LIVE 「Blue Spring」』の1部にて発表および初披露された。
CDは3形態で、ワンマンライブ『Blue Spring』2部を収録したBlu-ray付きの初回限定盤A、MVとメイキングを収録したDVD付きの初回限定盤B、インストを収録した通常盤。
表題曲の「AOAWASE」はほぼ全てのCYNHN楽曲を手がけるメインソングライター渡辺翔による作詞・作曲。編曲は「解けない界面論」「くもりぎみ」の笹川真生。
振付は前作までと同様に「アンフィグラフィティ」以降で多くの振付を行なってきたΜёgpis。MV監督はほぼ全てのMVと同様に岩崎臣男 。
カップリングはこれまでに発表した楽曲のRemixを収録。Kan Sanoとquoreeが参加し、新規レコーディングされたボーカルを利用したリミックス 。

### 制作背景
この曲について百瀬怜は"今の私たちに必要な曲"と共感し、綾瀬志希は"CYNHNというグループの今までと今の物語が詰まった楽曲。弱くあり、強くある今のCYNHNや過去のCYNHNを抱えながら、それでも「前へ」進む一歩を強く踏み出せるような、聴いた誰かや皆、私達の背中を押すような曲"とコメントしている。

### 評価
第10回アイドル楽曲大賞2021のメジャーアイドル楽曲部門で5位を獲得。
「アイドル楽曲大賞アフタートーク」座談会で音楽評論家の宗像明将は、"もともと6人のグループが4人となった状況を渡辺翔さんが歌にしたかのような楽曲。グループのことを歌った曲であるのに聴く人の心情にも投影することが可能で、痛みを音楽に昇華する鎮痛剤のような感じがコロナ禍の状況に合っているのかなと思う。2020年からアイドル楽曲大賞の上位にCYNHNがくるようになった理由の一つとして、オンライン配信で見つけられたボーカル力への期待に応え続けていることがあると思います"と評している。
bounce編集長の出嶌孝次はwebマガジン「Mikiki」の連載で"抑制の効いた儚げなヴォーカル、笹川真生の編曲による疾走感のあるピアノ・ロック、そして悩みや不安を抱えながらも前を向く詞が何より印象的。長く関わってきた渡辺翔による彼女たちの心境を写し取ったようなリリシズムが繊細なブルーの色合いを表現しています。そのように本人たちの背中を押すような歌唱が聴く者にも優しく寄り添うのは言うまでもありません"と紹介している。

### 参加ミュージシャン
- ギター、プログラミング、編曲　笹川真生
- ベース　高橋涼馬（mol-74）
- ドラム　佐藤丞
- ピアノ　平畑徹也

## シングル収録内容
シングルは初回限定盤Aである群青盤（TECI-770）、初回限定盤Bである勿忘草盤（TECI-771）、通常盤である青盤（TECI-772）の3種リリースで、初回限定盤 A（碧盤）には2021年4月10日に池袋harevutaiで行われたCYNHN ONE MAN LIVE 『Blue Spring』 Live Movie -2nd part-のBlu-ray、初回限定盤 B（勿忘草盤）には「AOAWASE」のMusic Video & メイキングを収録したDVDが同梱されている。

### 初回限定盤A （群青盤）
| #         | タイトル                             | 作詞      | 作曲      | 編曲      | 時間  |
| --------- | ------------------------------------ | --------- | --------- | --------- | ----- |
| 1.        | 「AOAWASE」                          | 渡辺翔    | 渡辺翔    | 笹川真生  | 4:37  |
| 2.        | 「2時のパレード（Kan Sano Remix）」  | 渡辺翔    | 渡辺翔    | Kan Sano  | 4:13  |
| 3.        | 「ごく平凡な青は、（quoree Remix）」 | 渡辺翔    | 渡辺翔    | quoree    | 4:38  |
| 合計時間: | 合計時間:                            | 合計時間: | 合計時間: | 合計時間: | 13:28 |

| #  | タイトル                                                                       | 作詞 | 作曲・編曲 |
| -- | ------------------------------------------------------------------------------ | ---- | ---------- |
| 1. | 「CYNHN ONE MAN LIVE 『Blue Spring』 Live Movie -2nd part-（@池袋harevutai）」 |      |            |

### 初回限定盤B （勿忘草盤）
| #         | タイトル                             | 作詞      | 作曲      | 編曲      | 時間  |
| --------- | ------------------------------------ | --------- | --------- | --------- | ----- |
| 1.        | 「AOAWASE」                          | 渡辺翔    | 渡辺翔    | 笹川真生  | 4:37  |
| 2.        | 「2時のパレード（Kan Sano Remix）」  | 渡辺翔    | 渡辺翔    | Kan Sano  | 4:13  |
| 3.        | 「ごく平凡な青は、（quoree Remix）」 | 渡辺翔    | 渡辺翔    | quoree    | 4:38  |
| 合計時間: | 合計時間:                            | 合計時間: | 合計時間: | 合計時間: | 13:28 |

| #  | タイトル                 | 作詞 | 作曲・編曲 |
| -- | ------------------------ | ---- | ---------- |
| 1. | 「AOAWASE Music Video」  |      |            |
| 2. | 「AOAWASE MVメイキング」 |      |            |

### 通常盤（青盤）
| #         | タイトル                                      | 作詞      | 作曲      | 編曲      | 時間  |
| --------- | --------------------------------------------- | --------- | --------- | --------- | ----- |
| 1.        | 「AOAWASE」                                   | 渡辺翔    | 渡辺翔    | 笹川真生  | 4:37  |
| 2.        | 「2時のパレード（Kan Sano Remix）」           | 渡辺翔    | 渡辺翔    | Kan Sano  | 4:13  |
| 3.        | 「ごく平凡な青は、（quoree Remix）」          | 渡辺翔    | 渡辺翔    | quoree    | 4:38  |
| 4.        | 「AOAWASE Inst Ver.」                         |           |           |           | 4:37  |
| 5.        | 「2時のパレード（Kan Sano Remix）Inst Ver.」  |           |           |           | 4:13  |
| 6.        | 「ごく平凡な青は、（quoree Remix）Inst Ver.」 |           |           |           | 4:38  |
| 合計時間: | 合計時間:                                     | 合計時間: | 合計時間: | 合計時間: | 26:56 |